# Svojanov
Svojanov là một chợ huyện thuộc huyện Svitavy, vùng Pardubický, Cộng hòa Séc.